# Węgielka
Węgielka (Odontosia) – rodzaj motyli z rodziny garbatkowatych.
Motyle o krępej budowy ciele. Głowa ich jest zaopatrzona w nieowłosione oczy złożone, krótkie głaszczki i uwstecznioną ssawkę, natomiast pozbawiona jest przyoczek. Czułki osiągają mniej więcej połowę długości przedniego skrzydła i wykazują dymorfizm płciowy w budowie, będąc ząbkowanymi u samicy, zaś piłkowanymi lub obustronnie grzebykowanymi u samca. Szeroki tułów porasta wełniste owłosienie. Pokrycie skrzydeł łuskami jest słabe, wskutek czego skrzydła nieco prześwitują. Przepaski poprzeczne przedniego skrzydła są ostro ząbkowane, ale mogą być niewyraźne. W użyłkowaniu przedniego skrzydła wspólny pień żyłek radialnej i pierwszej medialnej jest mniej więcej dwukrotnie dłuższy niż wolne odcinki tychże żyłek. Na tylnej krawędzi przedniego skrzydła leży dobrze rozwinięty ząb z włosowatych łusek. Odnóża tylnej pary mają dwie pary ostróg na goleniach.
Rodzaj zamieszkuje krainy palearktyczną i nearktyczną. Gąsienice są foliofagami żerującymi na liściach brzóz i olsz. Zimowanie odbywa się w stadium poczwarki. Owady dorosłe nie pobierają pokarmu i są aktywne nocą.
Takson ten wprowadzony został w 1819 roku przez Jacoba Hübnera. Zalicza się doń 8 opisanych gatunków:
- Odontosia brinikhi Dubatolov, 2005
- Odontosia carmelita (Esper, [1798]) – węgielka karmelitanka
- Odontosia elegans (Strecker, 1885)
- Odontosia grisea (Strecker, 1885)
- Odontosia marumoi Inoue, 1955
- Odontosia patricia Stichel, 1918
- Odontosia sieversii (Menetries, 1856) – węgielka Siewersa
- Odontosia walakui Kobayashi, 2005